# San Massimo
San Massimo là một đô thị ở tỉnh Campobasso trong vùng Molise thuộc nước Ý, có vị trí cách khoảng 25 km về phía tây nam của Campobasso. Tại thời điểm ngày 31 tháng 12 năm 2004, đô thị này có dân số 736 người và diện tích là 27,6 km².
Đô thị San Massimo có các frazione (đơn vị cấp dưới) Campitello Matese.
Campitello Matese là một khu trượt tuyết nằm ở độ cao 1450 m trên mực nước biển vời chiều dài đường trượt dài 40 km.
San Massimo giáp các đô thị: Bojano, Cantalupo nel Sannio, Macchiagodena, Roccamandolfi, San Gregorio Matese.